# 國立聯合大學
國立聯合大學，簡稱聯大，位於臺灣苗栗縣的國立大學，原為經濟部與公民營事業及地方仕紳集資籌設之「私立聯合工業技藝專科學校」，於1995年由董事會捐贈予政府並改設為國立學校，後於2003年改制為大學並更為現名。現為臺灣國立大學系統成員，以「在地文化」、「優質教學」、「研究創新」及「社會服務」四大願景規劃，並有理工、電機資訊、設計、管理、人文社會、客家學等多元領域的高等教育課程。

## 學校意象

### 校名
由經濟部與國內大型國營事業、民營企業單位聯合集資，苗栗縣政府捐地，故名曰「聯合」。

### 校區

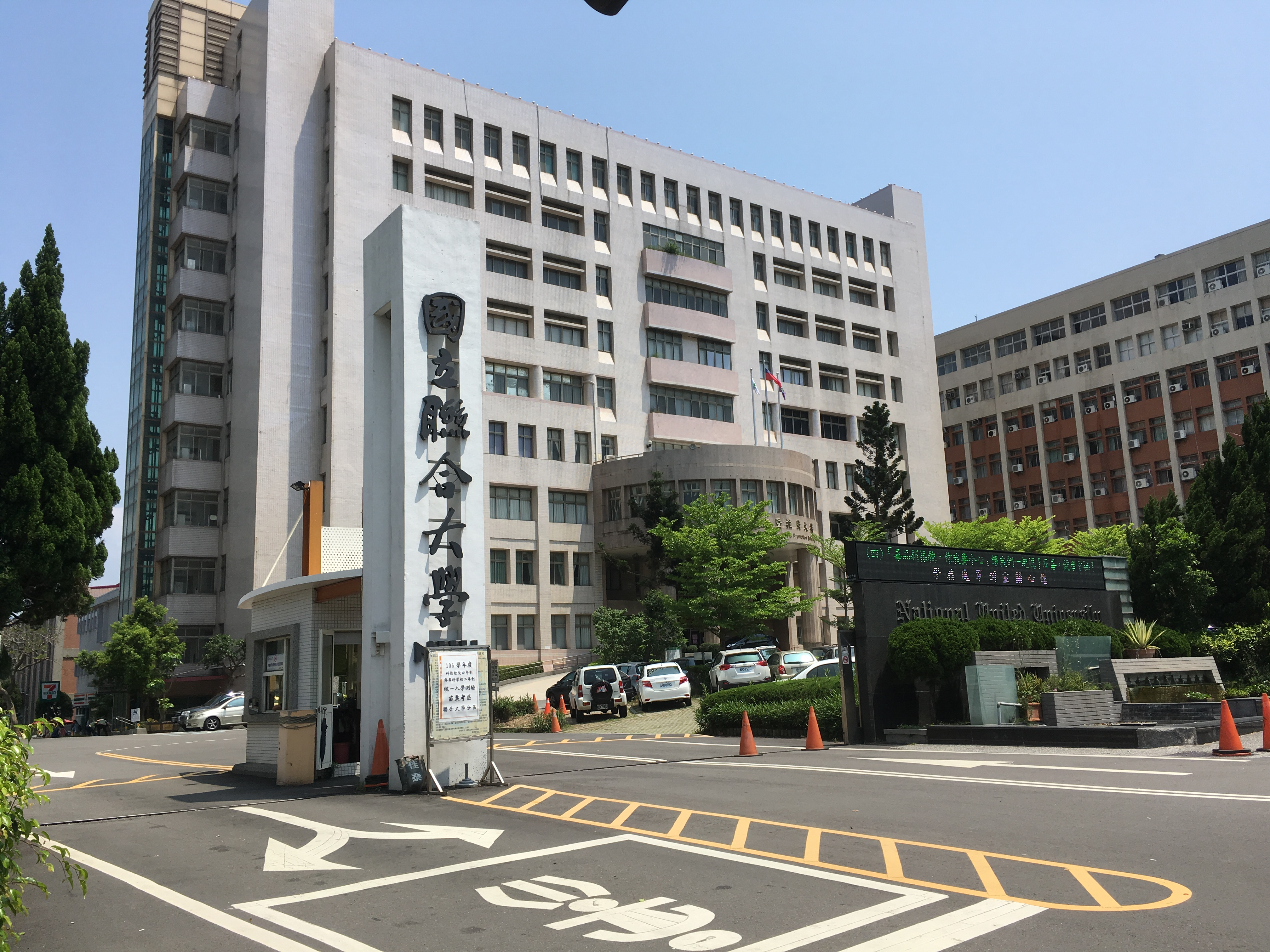
二坪山校區校門

該校共有第一校區（二坪山校區）、第二校區（八甲校區）等兩個校區，相距2.7公里，有付費公車（憑聯合大學學生證免費搭乘）連接兩校區。
第一校區為聯大創校校址，占地14.7公頃，現被台13線分割為東西校區。旁有聯大路與第二校區（八甲校區）連結。
- 第一校區東校區：原為「國立中央大學地球物理研究所」在臺復校之校址，自中大搬遷後於1972年於苗栗市南苗地區啟用，苗栗縣政府捐贈5公頃土地建校，隨發展逐漸購併周圍土地擴大至8公頃。
- 第一校區西校區：占地6.5公頃，原址為苗栗市第一公墓，2001年獲得無償撥用。目前仍在進行整體建設規劃，僅設有臨時停車場。
- 管理學院、設計學院座落於此校區，另有行政單位分組或駐點人員提供行政服務。

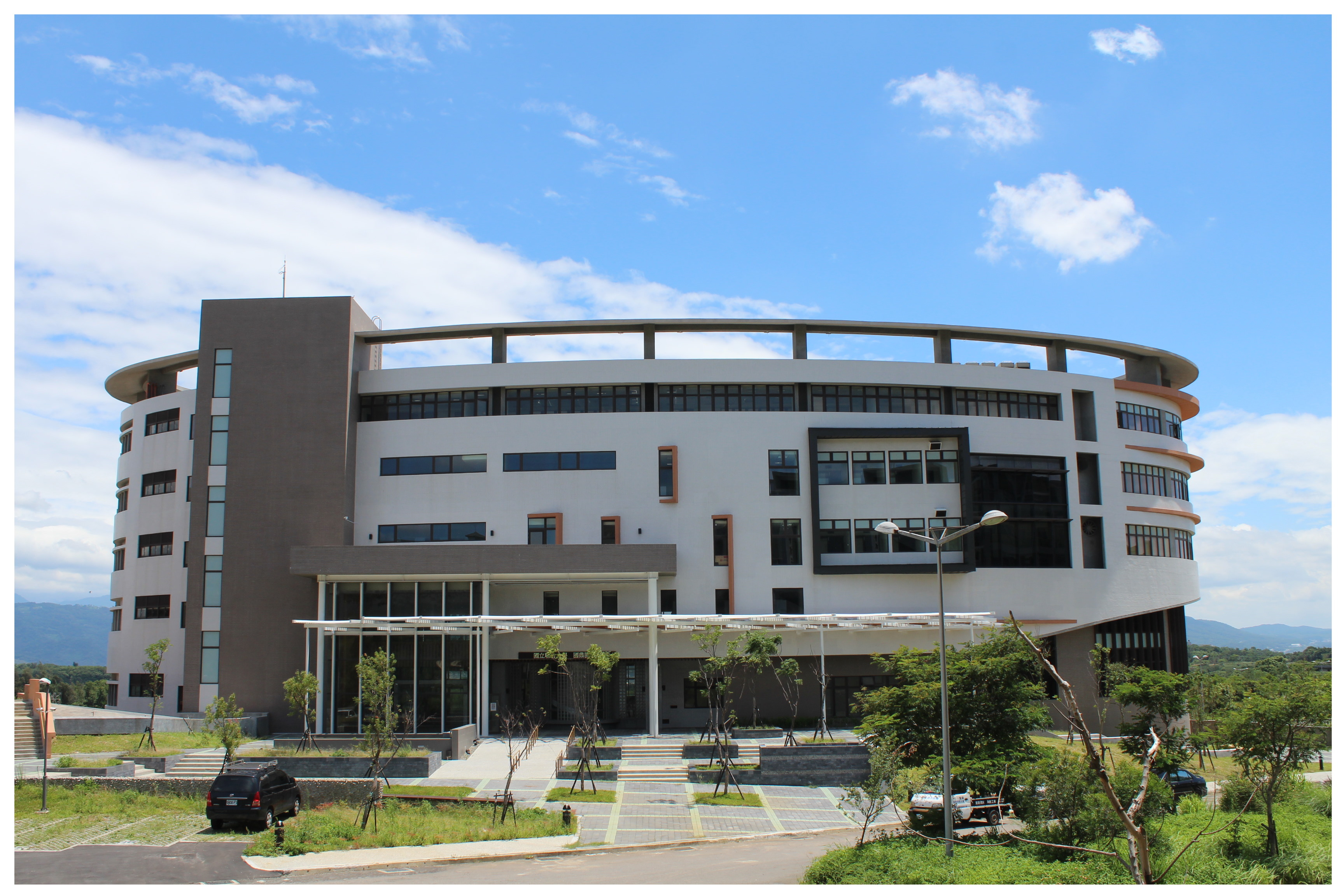
位於八甲校區的國鼎圖書館

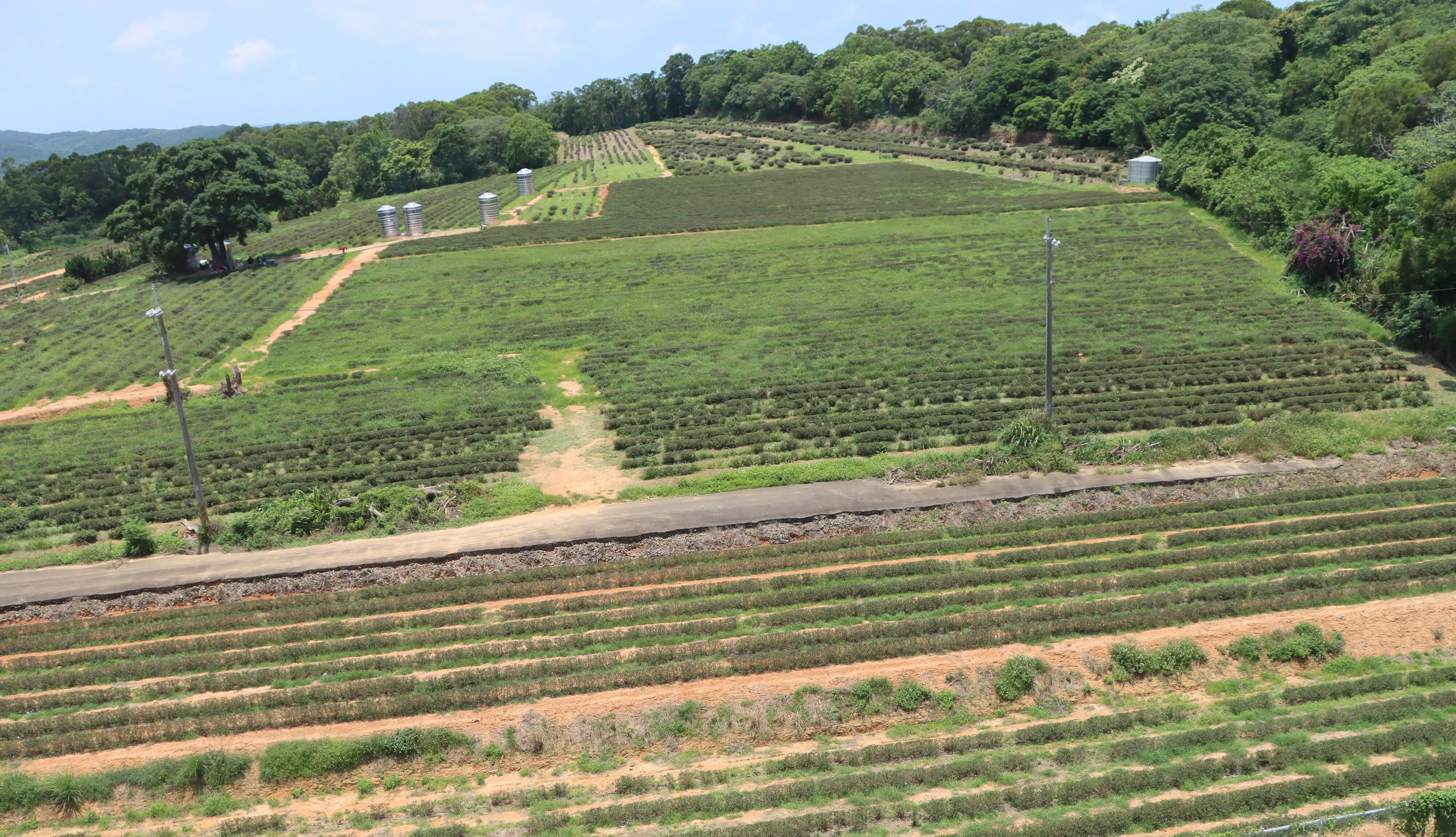
八甲校區茶園

第二校區為該校主校區，占地約62公頃。2010年9月理工學院遷入，第二校區正式啟用。2014年9月，電資學院大樓、人文與社會學院大樓、客家研究學院大樓與圖資大樓全部啟用。行政單位、共同教育委員會、理工學院、電機與資訊學院、人文與社會學院與客家研究學院等單位皆座落於此校區。

### 校訓
1972年9月時，私立聯合工業技藝專科學校已完工落成並招收第一屆學生。同年11月29日，時任財政部部長兼創辦人李國鼎親書「誠、敬、勤、新」四字為校訓，期許培育出敬業樂群、創新精進和擅長領導與管理的專業人才。
- 誠：誠意正心、關懷群己。
- 敬：敬始慎終、崇法尚禮。
- 勤：勤勞務實、樂觀積極。
- 新：新猷舊業、擇善而從。

## 校史
- 1969年6月2日，經濟部部長李國鼎鑑於經濟建設發展快速，教育需求日益增加，於是指派人事處長徐立德邀請新竹與苗栗地區大型國營事業、民營企業聯合出資及苗栗縣政府捐地與購入國立中央大學地球物理研究所舊址校舍[5]，創設「私立聯合工業技藝專科學校」。
- 1972年6月23日，教育部核准立案招生。
- 1972年9月21日，私立聯合工業技藝專科學校第一屆新生開學典禮。
- 1972年11月29日，李國鼎開校，親書「誠、敬、勤、新」四字為校訓，並訂當日為校慶日。
- 1972年12月12日，與交通部電信總局辦理建教合作。
- 1973年8月1日，教育部核定變更校名為「私立聯合工業專科學校」，參加二專聯合招生並限制高工畢業生始能報考。
- 1975年4月1日，經濟部所屬國營事業包括中油、中鋼、台船、台機、台肥、台電、台糖、台金、台鋁、台碱、中油化工、中台化工、中華工程、中國磷業等單位與聯合工專建教合作，成立技訓班，分機械、電機兩科。
- 1981年8月1日，設立夜間部。
- 1992年8月1日，增設商業類科，更改校名為「私立聯合工商專科學校」。
- 1995年7月1日，學校董事會決議將學校改隸予教育部，且定名為「國立聯合工商專科學校」
- 1999年8月1日，改制為「國立聯合技術學院」。
- 2001年，獲得無償撥用苗栗市第一公墓用地6.495公頃做為二坪山西校區。
- 2003年8月1日，改名為「國立聯合大學」，成立理工、電機資訊、管理、技術等四個學院及共同教育委員會、「全球客家研究中心」。同年，八甲校區整地工程開始。
- 2004年2月6日，教育部核准設立環境與安全衛生、化學工程等五個碩士班。
- 2005年8月1日，成立客家研究學院和人文與社會學院籌備處。成立華語文學系。
- 2006年7月1日，開始進行新校區：八甲新校區、二坪山西校區和通霄教育園區（規劃中）的地面建物建設，8月1日成立客家研究學院。是連續2006－2011年獲得教育部獎勵大學教學卓越計畫[6]「繁星計畫」的國立大學[7]。
- 2007年8月1日，成立人文與社會學院。
- 2008年8月1日，增設材料與化學工程博士學位學程。
- 2009年8月1日，簡併技術學院，但仍以維持雙軌招收高中和高職畢業生。
- 2010年8月1日，正式啟用八甲校區。
- 2010年8月5日，大學及四技學系名稱整併，四技部學制走入歷史。
- 2010年9月9日，連接二坪山與八甲校區的聯大路開放通車。
- 2012年10月2日，新設文化觀光產業學系。
- 2013年，停招客家研究學院經濟與社會研究所。
- 2014年2月，整合原理工學院之建築學系、工業設計學系成立設計學院，乃全台所有公立大學中第三個設計學院[8]。
- 2014年8月，增設原住民文化創意產業學士學位學程原住民專班；悠遊卡數位證件啟用。
- 2014年11月15日，第一屆八甲馬拉松。
- 2014年11月進修教育組悠遊卡數位證件啟用。
- 2014年11月19日，八甲校區全面啟用。
- 2014年12月19日，與全臺25所大專院校共同簽署塔樂禮宣言（The Talloires Declaration），宣示落實地球環保，永續經營校園。成為綠色大學(Green University)一員，同時落實環安衛政策，將永續發展的精神融入校務發展、教學與研究、課程規劃、人格培育、生態校園等的各個面向當中。停招客家研究學院資訊與社會研究所。
- 2015年3月4日，風雨球場落成啟用典禮。
- 2015年9月，新設文化創意與數位行銷學系。
- 2016年7月28日，標準田徑場啟用典禮。
- 2017年9月，為配合苗栗客運的學生優惠，以及來回兩校區的免費巴士接駁車，學校學生證已由悠遊卡改為一卡通。
- 2019年3月，學校網站正式更新為具有響應式網頁設計（RWD）之版本，以提供各行動裝置與個人電腦更高的相容性。
- 2020 年 11 月 23 日起至 2021 年 2 月 19 日，試辦學生憑學生證，夜間 17:45 至 23:00 可騎機車進入八甲校區。[9]

## 歷任董事長
| 姓名   | 任期                  |
| ------ | --------------------- |
| 金開英 | 1969年6月～1985年11月 |
| 張光世 | 1985年12月～1986年5月 |
| 徐立德 | 1986年5月～1993年10月 |
| 陳為忠 | 1993年10月～1995年7月 |

- 自1995年8月起改隸國立，無董事會

## 歷任校長
| 姓名            | 任期                  |
| --------------- | --------------------- |
| 陳為忠          | 1971年9月～1993年10月 |
| 魏嘉鎮          | 1993年10月～2000年6月 |
| 代理校長 戴正芳 | 2000年7月～2001年11月 |
| 金重勳          | 2001年11月～2004年7月 |
| 代理校長 王俊秀 | 2004年8月～2005年7月  |
| 李隆盛          | 2005年8月～2012年7月  |
| 許銘熙          | 2012年8月～2016年7月  |
| 蔡東湖          | 2016年8月～2020年7月  |
| 李偉賢          | 2020年8月～2024年7月  |
| 侯帝光          | 2024年8月～現在       |

## 學術單位
| 電機資訊學院 | 電機工程學系暨研究所       | 電子工程學系暨研究所                       |
| 電機資訊學院 | 光電工程學系暨研究所       | 資訊工程學系暨研究所（页面存档备份，存于） |
| 電機資訊學院 | 資訊與通訊產業碩士研發專班 |                                            |

| 設計學院 | 建築學系暨研究所                         | 工業設計學系暨研究所 |
| 設計學院 | 原住民文化創意產業學士學位學程原住民專班 |                      |

| 客家研究學院 | 客家語言與傳播研究所   | 文化觀光產業學系 |
| 客家研究學院 | 文化創意與數位行銷學系 | 全球客家研究中心 |

| 人文與社會學院 | 臺灣語文與傳播學系暨研究所 | 華語文學系 |
| 人文與社會學院 | 華語文中心                 |            |

| 理工學院 | 機械工程學系暨研究所           | 化學工程學系暨研究所     |
| 理工學院 | 土木與防災工程學系暨研究所     | 材料科學工程學系暨研究所 |
| 理工學院 | 環境與安全衛生工程學系暨研究所 | 能源工程學系暨研究所     |
| 理工學院 | 材料與化學工程博士學位學程     |                          |

| 管理學院 | 經營管理學系暨研究所 | 資訊管理學系暨研究所 |
| 管理學院 | 財務金融學系         | 管理碩士在職學位學程 |

| 共同教育委員會 | 通識教育中心 | 共同教學中心 |
| 共同教育委員會 | 語文中心     | 藝術中心     |

## 研究單位
| 研究中心 | 苗栗學研究中心         | 玻璃及光纖材料研究中心 |
| 研究中心 | 災害防救科技研究中心   | 光電科技研究中心       |
| 研究中心 | 創意統合設計研究中心   | 工程科技研究中心       |
| 研究中心 | 環境教育及永續發展中心 | 全球客家研究中心       |

## 組織
| 行政單位 | 校長室 （页面存档备份，存于）     | 秘書室 （页面存档备份，存于）                 |
| 行政單位 | 教務處 （页面存档备份，存于）     | 資訊處 （页面存档备份，存于）                 |
| 行政單位 | 學生事務處 （页面存档备份，存于） | 環境保護暨安全衛生中心 （页面存档备份，存于） |
| 行政單位 | 總務處 （页面存档备份，存于）     | 校務研究室 （页面存档备份，存于）             |
| 行政單位 | 研究發展處 （页面存档备份，存于） | 人事室                                        |
| 行政單位 | 國鼎圖書館 （页面存档备份，存于） | 主計室 （页面存档备份，存于）                 |
| 行政單位 | 體育室 （页面存档备份，存于）     |                                               |

### 相關外部組織
- 財團法人聯合工商教育基金會

1995年7月1日私立聯合工商專科學校董事會討論後決定將私校改隸教育部，定名為「國立聯合工商專科學校」。當時私校計有新台幣六億元之結餘，董事會決議將新台幣三億八千萬元捐給學校做為未來購置校地與興建行政大樓之費用，其餘之二億二千萬元則成立了財團法人聯合工商教育基金會。

### 委員會
- 教師評審委員會
- 教師申訴評議委員會
- 學生申訴評議委員會
- 校務基金管理委員會
- 體育委員會
- 兩性平等教育委員會
- 性騷擾及性侵害防治處理委員會

## 知名校友
- 蔡永泉：晉緯控股董事經理。晉緯螺絲五金（越南）責任有限公司
- 陳文俊：電子工程科(二專),曾任宏達電子營運長。 (股票代號2498) Google 研發專案團隊
- 侯西峰：機械工程科(二專),國揚建設(股票代號2550)、漢神巨蛋百貨、漢來百貨 創辦人。
- 陳廷秀：電子工程科(二專)，第三屆臺中市議員,梧棲區首任區長,梧棲鎮第十五屆鎮長,致用高中校務主任
- 游文人：電子工程科(二專),政大資管所博士。曾任中達電通董事總經理,台灣微軟副總經理,Google台灣業務總經理,現任捷安特策略長
- 劉玉湖：電機工程科(二專),矽品精密工業股份有限公司創辦人之一(股票代號2325)。曾任矽品精密工業股份有限公司 監察人。
- 葉勝發：電子工程科(二專),曾任均豪精密工業股份有限公司董事長(股票代號5443)。聯合大學傑出校友會第一屆理事長。
- 杜文卿：環工所畢業,前任立法委員,前任苗栗縣苑裡鎮鎮長。
- 禹耀東：化學工程科二專,現任苗栗縣議員。第14、15、16屆議員苗栗、苗栗生命線理事長、苗栗體育促進會理事長、貓裏樂集國樂團創辦人
- 邱振瑋：建築工程科營建組(二專),曾任新竹縣議員。現任竹縣寶山鄉長  1996年全國大專優秀青年,新竹縣不動產仲介公會/理事長。
- 游鴻明：電子工程科(二專),台灣流行歌曲歌手、作詞作曲人、音樂製作人。
- 黃鐙輝：電子工程科(二專),知名演員，食尚玩家主持人。
- 許志豪：電子工程科(二專),知名歌手、三立電視『超級紅人榜』主持人、八大電視台「最好聽的歌」主持人。
- 陳宗聖：化學工程科(二專),環工系,聯大材化博士學程畢業,華品環保工程公司 董事長。苗栗縣生命線協會理事長。100年全國好人好事代表。
- 鐘福祥：電子工程科(二專),朝程工業股份有限公司董事長，2017第26屆國家磐石獎國家磐石獎，國立聯合大學校友總會第九,第十屆理事長。
- 許泰源：機械工程科(二專),實威國際股份有限公司 總經理(股票代號8416),101年度傑出校友。
- 李偉賢：機械工程科(二專),法國南特大學機研所 博士、國立成功大學工學院院長、特聘教授,曾任國立聯合大學 校長。亞洲航空董事長
- 黃金豐：建築工程科(二專),寬埕建設股份有限公司 董事長。寬埕和院榮獲中華建築金石獎首獎。
- 林澤鈿：電機工程科(二專),曾任晉泰科技股份有限公司 董事長 (股票代號6221)。
- 高應昌：電機工程科(二專),印尼印昌國際股份有限公司,印尼福爾摩沙技術中心 董事長,中華民國僑委會印尼僑務促進委員。
- 蔡東湖：化學工程科(二專),國立陽明大學藥理學博士,英國劍橋大學博士後研究,國立陽明大學傳統醫藥研究所教授,曾任國立聯合大學 校長。
- 吳豐智：化學工程科(二專),國立台灣科技大學化工碩士,國立聯合大學化學工程系所教授,國立聯合大學校友總會第七屆理事長。
- 楊明諭：化學工程科(二專),臺中縣東勢鎮第11、12屆鎮長。
- 陳進龍： 機械工程科(二專),工業技術研究院電子與光電研究所,國立交通大學,州巧科技/旭東機械顧問，105年度傑出校友

## 外部連結
- 國立聯合大學（页面存档备份，存于）（繁體中文）
- 國立聯合大學學生社團總覽（页面存档备份，存于）（繁體中文）
- 國立聯合大學校友總會（页面存档备份，存于）（繁體中文）
- 聯大新聞（页面存档备份，存于）（繁體中文）
- 近期活動（页面存档备份，存于）（繁體中文）
- 聯大報刊（页面存档备份，存于）（繁體中文）
- 聯大之音（页面存档备份，存于）（繁體中文）